# Lil Scrappy
Lil Scrappy, właściwie Darryl Kevin Richards II (ur. 19 stycznia 1984 w Atlancie) – amerykański raper.
Talent Darryla odkrył wykonawca i producent stylu crunkowego Lil Jon. Razem z innymi wykonawcami znanymi jako formacja Trillville, Lil Scrappy wydał pierwsze produkcje pod opieką Lil Jona i szyldem jego wytwórni BME Records.
Lil Scrappy zbudował sobie mocną reputację na południu i podążył krokiem innych wykonawców z południowego wschodu USA wydając mixtape'y.
W 2003 roku wydał kawałek "Head Bussa," którego użyto jako czołówki w dziele z 2004 roku Atlanta Braves.
W międzyczasie Lil Jon zawarł umowę pomiędzy jego BME a Warner Bros dot. kolejnych wydawnictw Lil Scrappy'ego.
Od tamtej pory Scrappy znany również jako Scrappy Loko wydaje w BME pod szyldem Warner Bross.

## Dyskografia

### Albumy studyjne
- Bred 2 Die Born 2 Live (2006)
- Tha Grustle (2011)[2][3]

### Albumy niezależne
- Prince of the South (2008)
- Prince of the South 2 (2010)

### Współpraca
- The King of Crunk & BME Recordings Present: Trillville & Lil Scrappy (z Trillville) (2004)
- Silence & Secrecy: Black Rag Gang (z G'$ Up Click) (2009)

### Mixtejpy
- 2006 Still G'd Up
- 2006 Expect the Unexpected
- 2006 G's Up
- 2006 Money In The Bank (G's Up Pt.2)
- 2007 My Piggy Bank
- 2007 Step Ya Game Up
- 2007 G-Street: The Street Album
- 2008 Grustle (With G's Up)
- 2009 The Shape Up!
- 2010 On Point

## Single

### Solo
- 2003: "Head Bussa" (featuring Lil Jon)
- 2004: "No Problem"
- 2006: "Money in the Bank" (featuring Young Buck)
- 2006: "Gangsta Gangsta" (featuring Lil Jon)
- 2007: "Oh Yeah (Work)" (featuring Sean P & E-40)
- 2007: "Livin' in the Projects"
- 2009: "Look Like This" (featuring Gucci Mane)
- 2009: "Addicted to Money" (featuring Ludacris)

### Gościnnie
- 2003: "Neva Eva" (Trillville feat. Lil Scrappy & Lil Jon)
- 2004: ""What U Gon' Do" (Lil Jon & the East Side Boyz feat. Lil Scrappy)
- 2004: "Knuck If You Buck" (Crime Mob feat. Lil Scrappy)
- 2005: "I'm a King" (P$C feat. Lil Scrappy)
- 2007: "Rock Yo Hips" (Crime Mob feat. Lil Scrappy)

## Teledyski
- 2003: "Head Bussa"
- 2004: "No Problem"
- 2006: "Money in the Bank (Remix)"
- 2006: ""Gangsta Gangsta"
- 2007: "Oh Yeah"
- 2007: "Livin' in the Projects"
- 2008: "Addicted to Money"

### Tylko w klipie
- 2003: "Never Scared" (Bonecrusher feat. T.I. and Killer Mike)
- 2003: "Get Low" (Lil Jon & the East Side Boyz feat. Ying Yang Twins)
- 2004: "Let Me In" (Young Buck feat. 50 Cent)
- 2004: "1, 2 Step" (Ciara feat. Missy Elliott)
- 2005: "Candy Shop" (50 Cent feat. Olivia)
- 2005: "Twist It" (Olivia feat. Lloyd Banks)
- 2005: "And Then What" (Young Jeezy feat. Mannie Fresh)
- 2006: "Tell Me When To Go" (E-40 feat. Keak Da Sneak)
- 2006: "I Luv It" (Young Jeezy)
- 2006: "Rock Yo Hips" (Crime Mob)
- 2007: "Get Buck" (Young Buck)
- 2007: "Circles" (Crime Mob)
- 2009: "Born An OG" (Ace Hood feat. Ludacris)

## Występy gościnne
- 2005: "Wait (The Whisper Song) (remix)" (Ying Yang Twins feat. Lil Scrappy, Missy Elliott, Free, & Busta Rhymes)
- 2005: "Bang" (Young Jeezy feat. T.I. & Lil Scrappy)
- 2005: "Excuse Me Shawty" (Youngbloodz feat. Lil Scrappy)
- 2005: "Shake" (Trina feat. Lil Scrappy)
- 2006: "Never Be Nothing Like Me" (DJ Khaled feat. Lil Scrappy & Homeboy)
- 2006: "4 Corners" (Bow Wow feat. Lil Scrappy, Lil Wayne, Pimp C, & Short Dawg)
- 2006: "U Scared"  (Black-Ty feat. Lil Scrappy, David Banner)
- 2007: "Don't Sleep" (2Pac feat. Yaki Kadafi, Nuttso, Stormy & Lil Scrappy)
- 2007: "Go to War" (Crime Mob feat. Lil Scrappy & Pimp C)
- 2007: "Sweat Ya Perm Out" (Katt Williams feat. Lil Jon, Shawty Putt, Buddha Early, Lil Scrappy, Too $hort, Suga Free & JT The Bigga Figga)
- 2007: "Rock Yo Hips (Ladies Remix)" Crime Mob feat. Rasheeda, Gangsta Boo, Miss B, Brenda Song
- 2008: "Gimme" (Jessi Malay feat. Lil Scrappy)
- 2008: "I'm Still A Problem" (J-Bo feat. Lil Scrappy) from Atl's Finest
- 2008: "Final Warning"  DJ Khaled feat. Lil Scrappy, Shawty Lo, Rock City, Bali, Brisco, Ace Hood, Blood Raw, & Bun B
- 2009: "Gangsta Vibe"  Cashis feat. Lil Scrappy & Bishop Lamont